# Friskoleloven
Friskoleloven eller den korrekte betegnelse: Lov om friskoler og private grundskoler fra 1855 kom i kølvandet af den bølge af demokratisering der fulgte Grundloven fra 1849, og efter at Christen Kold havde oprettet en friskole i Dalby ved Kerteminde i 1852. 
Hvor børnene før havde skolepligt i 7 år, var det nu tilladt for forældre selv at vælge børnenes undervisningsform under myndighedernes tilsyn, altså blev skolepligten til en undervisningspligt. Loven gjorde det muligt at gøre denne form for skoler mere frie fra den statslige kontrol, dog stadigvæk i et begrænset omfang, da der blev afholdt prøver hvert halve år om børnenes formåen. I de friskoler, der blev oprettet på den tid, blev pædagogikken og undervisningen baseret på N.F.S. Grundtvigs og Christen Kolds skoletanker.
I dag foreskriver Lov om friskoler og private grundskoler mv., at undevisningen skal "stå mål med, hvad der almindeligvis kræves i folkeskolen", og at undervisningen i øvrigt kan tilrettelægges, så den "stemmer med skolernes egen overbevisning". Frie og private skoler, der modtager offentligt tilskud, skal være selvejende.